# الکساندر کید
الکساندر کید (انگلیسی: Alexander Kidd; تاریخ ورودی نامعتبر است – ۲۴ اکتبر ۱۹۲۱) ورزشکار اهل بریتانیا بود.